# Isaiahh Loudermilk
Isaiahh Loudermilk (Howard, 10 ottobre 1997) è un giocatore di football americano statunitense che milita nel ruolo di defensive end per i Pittsburgh Steelers della National Football League (NFL).

## Carriera

### Pittsburgh Steelers
Loudermilk al college giocò a football a Wisconsin. Fu scelto nel corso del quinto giro (156º assoluto) nel Draft NFL 2021 dai Pittsburgh Steelers. Nella sua stagione da rookie mise a segno 19 tackle, un sack e 3 passaggi deviati in 15 presenze, 2 delle quali come titolare.